# 腱障害
腱障害（けんしょうがい、英: tendinopathy）は、腱炎または腱鞘炎としても知られている腱の障害の一種であり、痛み、腫れ、機能障害をもたらす。痛みは通常、動きとともに悪化する。最も一般的に腱障害が発生する部位は、肩（回旋腱板腱炎、上腕二頭筋腱炎）、肘（テニス肘、ゴルファー肘）、手首、腰、膝（ジャンパー膝）、足首（アキレス腱炎）である。
原因には、怪我や反復的な運動によることがあげられる。罹患しやすい危険視されるグループには、肉体労働を行う人、ミュージシャン、スポーツ選手があげられる。あまり一般的ではない原因には、感染症、関節炎、痛風、甲状腺疾患、糖尿病などがあげられる。診断は通常、症状、検査、場合によっては医用画像に基づいて行われる。怪我から数週間後は、炎症が少し残り、腱原線維の脆弱または断裂に関連する根本的な問題が残る。
治療には、安静な休息、NSAIDの使用 、副子による固定、理学療法などがあげられる。あまり一般的ではないが、ステロイド注射または手術が行われる場合もある。罹患者の約80％は治療から6か月以内に改善する。腱障害は比較的一般的にみられる。より一般的に影響を受けるのは高齢者である。腱障害により長期間仕事を休まざるを得ない結果をもたらす。